# Верченко, Дмитрий Юрьевич
Дмитрий Юрьевич Верченко (род. 22 июля 1969) — российский дипломат. Чрезвычайный и полномочный посланник 1 класса (2025).

## Биография
Окончил Московский государственный институт международных отношений (МГИМО) МИД России в 1995 году. Владеет испанским, английским и албанским языками. На дипломатической работе с 1995 года.
В 2011—2015 годах — советник-посланник Посольства Российской Федерации в Албании.
В 2016—2017 годах — заместитель начальника Управления международных связей Аппарата Совета Федерации Федерального собрания Российской Федерации.
В 2018—2020 годах — начальник отдела в Третьем департаменте стран СНГ МИД России.
В 2020—2024 годах — заместитель директора Третьего департамента стран СНГ МИД России.
С 15 августа 2024 года — чрезвычайный и полномочный посол Российской Федерации в Боливии.

## Дипломатический ранг
- Чрезвычайный и полномочный посланник 2 класса (21 июля 2015)[2].
- Чрезвычайный и полномочный посланник 1 класса (10 февраля 2025)[3].

## Награды
- Медаль «За отвагу»[4].
- Почётная грамота Президента Российской Федерации (26 февраля 2024) — за вклад в реализацию внешнеполитического курса Российской Федерации[5].
- Нагрудный знак «За отличие» МИД России[4].